# Rhodos herrlandslag i fotboll
Rhodoss herrlandslag i fotboll representerar den grekiska ön Rhodos i fotboll på herrsidan. Man är inte självständig medlem av Fifa eller Uefa, utan en del av grekiska fotbollsförbundet. Däremot i International Island Games Association, och kan delta i Internationella öspelen.